# Anglars
Anglars [ɑ̃ɡlaʁ] ist eine französische Gemeinde mit 221 Einwohnern (Stand 1. Januar 2022) im Département Lot in der Region Okzitanien (vor 2016: Midi-Pyrénées). Die Gemeinde gehört zum Arrondissement Figeac und zum Kanton Lacapelle-Marival.
Der heutige Name der Gemeinde leitet sich vom lateinischen Wort angulus (deutsch Winkel, Ecke) ab. Dies könnte seinen Ursprung haben, dass die ersten Häuser dreieckige Grundstücke gebaut wurden. Im Okzitanischen weist der Name auf ein Feld an der Ecke zweier kreuzender Wege hin. In einem Text von 932, der eine Schenkung des Vicomte Flutard an die Abtei in Beaulieu beschreibt. Darin heißt es: mansum unum cum ipso portu in villa que Anglos dicitur (deutsch ein Bauernhof mit seinem eigenen Hafen in einem großen Landgut, das Anglos heißt).
Die Einwohner werden Anglarsois und Anglarsoises genannt.

## Geographie
Anglars liegt circa 18 Kilometer nordwestlich von Figeac in der historischen Provinz Quercy.
Umgeben wird Anglars von den sieben Nachbargemeinden:
| Aynac   | Leyme                                       |                   |
| Rueyres | Kompassrose, die auf Nachbargemeinden zeigt | Espeyroux         |
| Rudelle | Le Bourg                                    | Lacapelle-Marival |

Anglars liegt im Einzugsgebiet des Flusses Dordogne.
Die Ouysse, einer seiner Nebenflüsse, durchquert das Gebiet der Gemeinde zusammen mit ihren Nebenflüssen:
- dem Ruisseau de Louyssé,
- dem Ruisseau du Cros,
- dem Ruisseau des Lascurades mit seinem Nebenfluss,
  - dem Ruisseau de Cantegrel,
- dem Ruisseau des Prats Vieils und
- dem Ruisseau de Cahuac.[3]

## Geschichte
Im Jahre 1869 wurden Teile der Gebiete der Gemeinden Anglars, Molières und Saint-Maurice-en-Quercy zur Gründung der neuen Gemeinde Espeyroux ausgegliedert.

## Einwohnerentwicklung
Nach Beginn der Aufzeichnungen stieg die Einwohnerzahl bis zur Mitte des 19. Jahrhunderts auf einen Höchststand von 830. In der Folgezeit sank die Größe der Gemeinde bei kurzen Erholungsphasen bis zur ersten Dekade des 21. Jahrhunderts auf rund 150 Einwohner. Dabei ist ein markanter Bevölkerungsrückgang der Ausgliederung von Teilen der Gemeinde im Jahre 1869 zuzuordnen. In jüngster Zeit ist eine Phase mit moderatem Wachstum zu verzeichnen.
| Jahr      | 1962 | 1968 | 1975 | 1982 | 1990 | 1999 | 2006 | 2011 | 2022 |
| --------- | ---- | ---- | ---- | ---- | ---- | ---- | ---- | ---- | ---- |
| Einwohner | 230  | 193  | 170  | 182  | 172  | 163  | 157  | 188  | 221  |

## PfarrkircheSaint-Martin

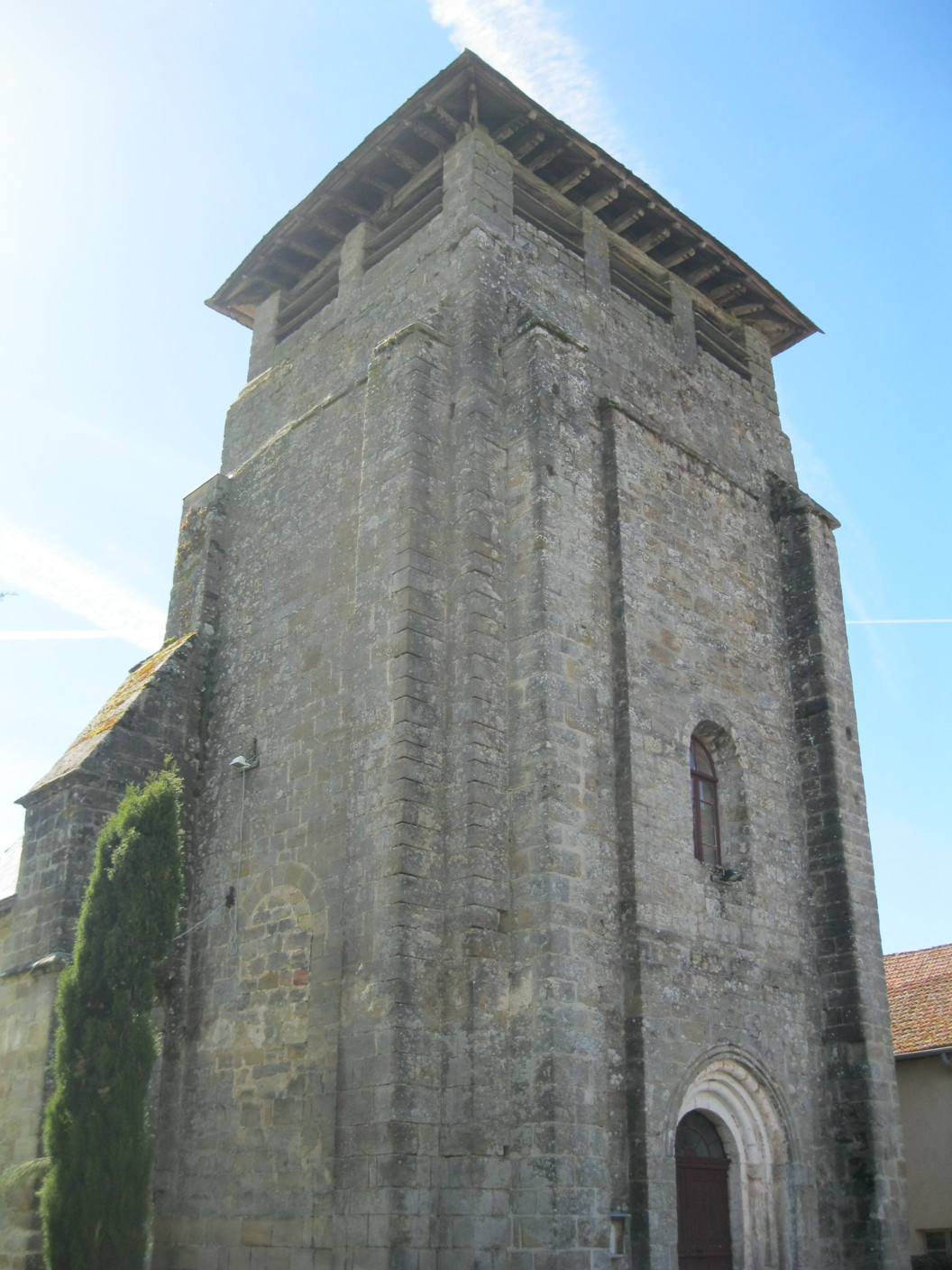
Glockenturm der Pfarrkirche Saint-Martin

Ein Priorat der Benediktiner wird im Jahre 972 in Anglars erwähnt, als es mit der Abtei von Fons vereinigt wurde, die der Abtei Saint-Sauveur in Figeac unterstand. Nach dem Hundertjährigen Krieg wird das Priorat auf ein einfaches Lehen vermindert, das den Mönchen von Fons vorbehalten war.
Von der romanischen Kirche des einstigen Priorats ist der Glockenturm noch vorhanden, der aus dem Ende des 12. oder dem Beginn des 13. Jahrhunderts stammt. Er ist aus Werksteinen gebaut und hat ein wuchtiges Aussehen mit Strebepfeilern an den Ecken und massiven Verstärkungen an den drei freistehenden Seiten. Die Kirche wurde gegen Ende des Hundertjährigen Krieges beschädigt. Sie wurde in Brand gesteckt und das oberste Geschoss des Glockenturm wurde zerstört. Nach erneuten Beschädigungen während der Hugenottenkriege wurde sie gegen 1620 in großen Teilen wieder aufgebaut. Die Familien Corn und Turenne d’Aynac waren an dieser Maßnahme beteiligt, was ihr Familienwappen auf einem Schlussstein im nördlichen Seitenschiff bestätigt. Die Arbeiten wurden vermutlich von Mercure II. de Corn, Seigneur von Anglars, und seiner zweiten Ehefrau Suzanne de Turenne d’Aynac beauftragt. Im 18. Jahrhundert wurden die zerstörten Gewölbe des Langhauses und des Chors durch eine Decke ersetzt und eine Empore gebaut. Der aufgemalteMauerwerksverband des Langhauses ist signiert und datiert mit „Galtié J. 1954“.
Neben der heutigen Kirche könnte sich früher auch eine Burg auf der Anhöhe befunden haben. Die Kirche besteht aus einem Hauptschiff, das von zwei Seitenkapellen mit einer Länge von zwei Jochen flankiert wird, die als Seitenschiff dienen. An den Wänden des Hauptschiff sind noch die Anfangssteine des Kreuzrippengewölbes unbekannten Entstehungsdatums zu erkennen.
Der Glockenturm ist seit dem 3. Februar 1930 als Monument historique klassifiziert.

## Wirtschaft und Infrastruktur
Anglars liegt in den Zonen AOC

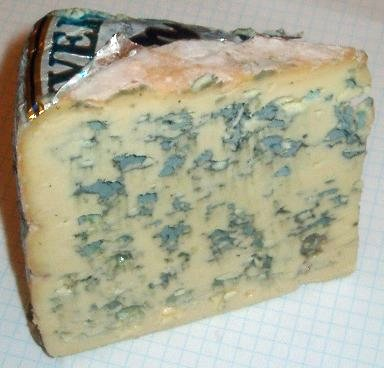
Bleu d’Auvergne

- des Bleu d’Auvergne, eines Blauschimmelkäses,
- des Rocamadour, eines Käses aus Ziegenmilch,
- der Noix du Périgord, der Walnüsse des Périgord und
- des Nussöls des Périgord.[8]

### Verkehr
Anglars ist erreichbar über die Routes départementales 15, 48 und 940, die ehemalige Route nationale 140.